# Дмитрієво (Бабушкінський район)
Дми́трієво (рос. Дмитриево) — присілок у складі Бабушкінського району Вологодської області, Росія. Входить до складу Березниківського сільського поселення.

## Населення
Населення — 2 особи (2010; 22 у 2002).
Національний склад (станом на 2002 рік):
- росіяни — 73 %